# Chrysochlorina
Chrysochlorina är ett släkte av tvåvingar. Chrysochlorina ingår i familjen vapenflugor.
Kladogram enligt Catalogue of Life:
| Chrysochlorina | \| \| Chrysochlorina albipes \| \| \| \| \| \| Chrysochlorina bezziana \| \| \| \| \| \| Chrysochlorina breviseta \| \| \| \| \| \| Chrysochlorina castanea \| \| \| \| \| \| Chrysochlorina costalimai \| \| \| \| \| \| Chrysochlorina currani \| \| \| \| \| \| Chrysochlorina echemon \| \| \| \| \| \| Chrysochlorina fasciata \| \| \| \| \| \| Chrysochlorina femoralis \| \| \| \| \| \| Chrysochlorina flavescens \| \| \| \| \| \| Chrysochlorina frosti \| \| \| \| \| \| Chrysochlorina haterius \| \| \| \| \| \| Chrysochlorina incompleta \| \| \| \| \| \| Chrysochlorina longiseta \| \| \| \| \| \| Chrysochlorina maculiventris \| \| \| \| \| \| Chrysochlorina pluricolor \| \| \| \| \| \| Chrysochlorina pulchra \| \| \| \| \| \| Chrysochlorina quadrilineata \| \| \| \| \| \| Chrysochlorina similis \| \| \| \| \| \| Chrysochlorina varia \| \| \| \| \| \| Chrysochlorina vespertilio \| \| \| \| |
|                | \| \| Chrysochlorina albipes \| \| \| \| \| \| Chrysochlorina bezziana \| \| \| \| \| \| Chrysochlorina breviseta \| \| \| \| \| \| Chrysochlorina castanea \| \| \| \| \| \| Chrysochlorina costalimai \| \| \| \| \| \| Chrysochlorina currani \| \| \| \| \| \| Chrysochlorina echemon \| \| \| \| \| \| Chrysochlorina fasciata \| \| \| \| \| \| Chrysochlorina femoralis \| \| \| \| \| \| Chrysochlorina flavescens \| \| \| \| \| \| Chrysochlorina frosti \| \| \| \| \| \| Chrysochlorina haterius \| \| \| \| \| \| Chrysochlorina incompleta \| \| \| \| \| \| Chrysochlorina longiseta \| \| \| \| \| \| Chrysochlorina maculiventris \| \| \| \| \| \| Chrysochlorina pluricolor \| \| \| \| \| \| Chrysochlorina pulchra \| \| \| \| \| \| Chrysochlorina quadrilineata \| \| \| \| \| \| Chrysochlorina similis \| \| \| \| \| \| Chrysochlorina varia \| \| \| \| \| \| Chrysochlorina vespertilio \| \| \| \| |
|                | Chrysochlorina albipes |
|                | |
|                | Chrysochlorina bezziana |
|                | |
|                | Chrysochlorina breviseta |
|                | |
|                | Chrysochlorina castanea |
|                | |
|                | Chrysochlorina costalimai |
|                | |
|                | Chrysochlorina currani |
|                | |
|                | Chrysochlorina echemon |
|                | |
|                | Chrysochlorina fasciata |
|                | |
|                | Chrysochlorina femoralis |
|                | |
|                | Chrysochlorina flavescens |
|                | |
|                | Chrysochlorina frosti |
|                | |
|                | Chrysochlorina haterius |
|                | |
|                | Chrysochlorina incompleta |
|                | |
|                | Chrysochlorina longiseta |
|                | |
|                | Chrysochlorina maculiventris |
|                | |
|                | Chrysochlorina pluricolor |
|                | |
|                | Chrysochlorina pulchra |
|                | |
|                | Chrysochlorina quadrilineata |
|                | |
|                | Chrysochlorina similis |
|                | |
|                | Chrysochlorina varia |
|                | |
|                | Chrysochlorina vespertilio |
|                | |